# Sebastian och den hemliga koden
Sebastian och den hemliga koden (engelska: Sebastian) är en brittisk spionfilm från 1968 i regi av David Greene. 

## Handling
Sebastian arbetar som kodknäckare vid brittiska underrättelsetjänsten. Han faller för sin nya medarbetare.

## Rollista i urval
- Dirk Bogarde - Sebastian
- Susannah York - Becky Howard
- Lilli Palmer - Elsa Shahn
- John Gielgud - avdelningschefen
- Nigel Davenport - general John Phillips
- Janet Munro - Carol Fancy
- Ronald Fraser - Toby
- John Ronane - Jameson
- Donald Sutherland - Ackerman